# TV 1893 Neuhausen
TV 1893 Neuhausen (pełna nazwa: Bergischer Handball-Club 06 e.V.)  – niemiecki klub piłki ręcznej mężczyzn powstały w 1893 r. z bazą w Neuhausen an der Erms, dzielnica miasta Metzingen. W sezonie 2012/13 klub będzie występował w Bundeslidze jako beniaminek. To pierwszy w historii drużyny awans do najwyższej klasy rozgrywek w piłce ręcznej w Niemczech.